# Aeropuerto Internacional de Dubái-Al Maktoum
El Aeropuerto Internacional de Dubái-Al Maktoum (en árabe: مطار آل مكتوم الدولي‎) (IATA: DWC, OACI: OMDW) es un aeropuerto situado cerca de la ciudad de Jebel Ali, a unos 35 km al sur de Dubái, en los Emiratos Árabes Unidos. Se ha denominado así debido al nombre del antiguo gobernante de Dubái, Maktum bin Rashid Al Maktum. Este aeropuerto será la parte principal del Dubai World Central, un complejo con parte residencial, comercial y logística.  World Central será una plataforma logística realmente integrada, que incluirá todos los tipos de transporte, servicios añadidos, incluyendo plantas manufactureras y ensamblaje, en una única área libre de impuestos.

## Características
En el corazón de su nueva comunidad Dubai World Central International Airport se presenta como el mayor aeropuerto de pasajeros y mercancías del mundo, diez veces más grande que el Aeropuerto Internacional de Dubái y Dubai Cargo Village juntos.
Este aeropuerto tendrá una capacidad anual de 12 millones de toneladas, tres veces más que el actual centro de carga del mundo en Memphis; y una capacidad para pasajeros de más de 120 millones, casi un 30 % más que el aeropuerto de Atlanta, actualmente el más transitado del mundo.
Construido pensando en el futuro, el Dubai World Central International Airport ha sido diseñado para albergar la nueva generación de aviones, incluyendo el super-jumbo A380. Más de cuatro aviones podrán aterrizar simultáneamente las 24 horas del día, minimizando las posibles colas aéreas.
El Dubai World Central incluirá:
- 5 pistas paralelas, de 4,5 km de longitud todas ellas y separadas unas de otras en 800 metros. 6 pistas fueron planeadas originalmente pero el número fue reducido a 5 en abril de 2009.
- Habrá tres terminales para pasajeros, dos de ellas lujosas, siendo la primera para el Grupo Emirates, y la segunda para otras compañías. La tercera terminal estará dedicada a las aerolíneas de bajo coste.
- Múltiples terminales satelitales.
- 16 terminales de cargo con una capacidad de 12 millones de toneladas.
- Centros para los jets de ejecutivos y la realeza.
- Hoteles y centros comerciales.
- Instalaciones de mantenimiento y apoyo: el único centro de la región para Inspecciones A, B, y C hasta las especificaciones del A380.
- Más de 100 000 espacios de aparcamiento (probablemente subterráneas) para los trabajadores de aeropuerto y pasajeros.
- Dubai World Central International Airport y el existente Aeropuerto Internacional de Dubái estarán conectados por un sistema de tren de alta velocidad.
- Dubai World Central International Airport estará conectado con el Metro de Dubái y tendrá su propia línea ligera.
- Dubai World Central International Airport será empleado únicamente por transportistas extranjeros. Las operaciones de Emirates permanecerán en el Aeropuerto Internacional de Dubái.

## Instalaciones

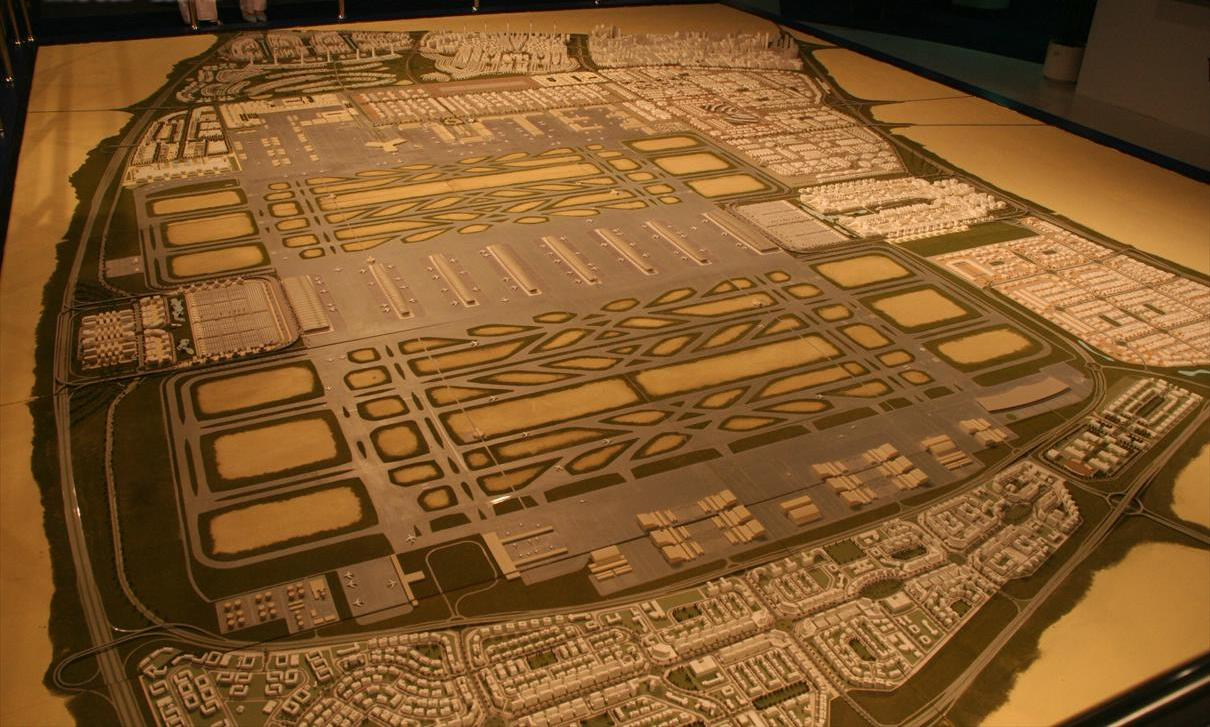
Una maqueta del Dubai World Central.

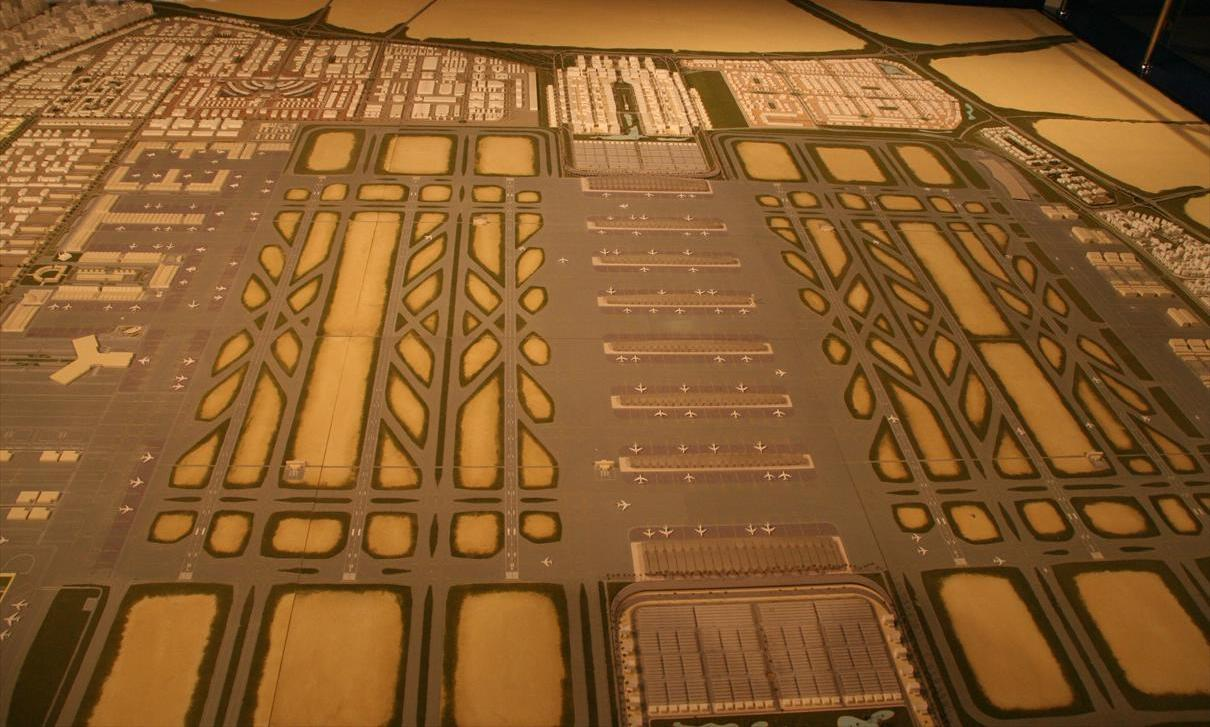
Una maqueta del Dubai World Central.

Está planeado que el aeropuerto tenga seis pistas de 4500 metros cada una, con un gran complejo de pasajeros en el medio. Tres de las pistas estarán localizadas en un lado del complejo, mientras que las otras tres estarán en el otro lado. Además, cada pista tendrá zonas de asfalto en cada lado que permitirán moverse a los aviones entre pistas y a los taxis sin entorpecer el movimiento de los aviones. El aeropuerto es la principal sección o componente del Dubai World Central.
Las expectativas de Dubái en el exponencial crecimiento en el número de pasajeros sobre sus cielos están basadas en la idea que Dubái se convertirá en el núcleo aéreo ideal de transición entre los vuelos de la región del Asia-Pacífico, Sur de Asia, Medio Oriente, África, Europa y Australia (para la ruta canguro: desde Australia a Europa / Reino Unido y viceversa).
Una vez completado el proyecto, será la cuarta mayor área empleada en instalaciones aéreas. Sólo tres instalaciones son mayores que el Dubai World Central:
1. El Aeropuerto Internacional Rey Fahd (en Dammam, Arabia Saudí, que es mayor que el país de Baréin) (780 kilómetros cuadrados)
2. En Montreal, Canadá, el Aeropuerto Internacional de Montreal-Mirabel (392 kilómetros cuadrados)
3. El Aeropuerto Internacional Rey Khalid en Riad (225 kilómetros cuadrados).

El complejo aéreo quizás podría ser la instalación más amigable para los aviones A380 en el mundo como sugiere el modelo de su plan maestro, desde que todas las grandes terminales son capaces de acomodar este tipo de aeronaves.[cita requerida]
Estas instalaciones servirán inicialmente a las aerolíneas de transporte de mercancías. Varios grandes almacenes y hangares se ubicarán en la parte occidental del aeropuerto. Estos almacenes interconectados y los hangares se extenderán de principio a fin de la pista occidental. Cada uno de estos almacenes y hangares será capaz de albergar un A380.
El aeropuerto complementará al Aeropuerto Internacional de Dubái, a unos 40 km (24 millas) de distancia. El propio aeropuerto está rodeado por un gran centro de logística, un lujosísimo campo de golf (con viviendas suburbanas entrelazadas entre los greens y fairways), instalaciones para el comercio y exhibición (3 millones de metros cuadrados de espacio de exposición), un gran distrito comercial y un espacioso distrito residencial.[cita requerida]
Debido a las colosales magnitudes del proyecto, se ha mencionado que el Dubai World Central sería el proyecto aeroportuario más ambicioso nunca diseñado. Las últimas estimaciones del Gobierno de Dubái cifran el coste del proyecto en 82 mil millones de dólares.[cita requerida] Este aerotrópolis sería 62 mil millones más caro que el proyecto aeroportuario más caro en la actualidad, el Aeropuerto Internacional de Hong Kong que costó al gobierno de Hong Kong alrededor de 20 mil millones de dólares (en dólares de 1997). Esto lo convertiría en el proyecto individual más caro del mundo (con las posibles excepciones del Dubai Waterfront, la Palmera Deira, y Nueva Ciudad Songdo).[cita requerida]

## Aerolíneas y destinos

### Destinos nacionales
| Aerolíneas | Destinos                                                                     |
| ---------- | ---------------------------------------------------------------------------- |
| Rotana Jet | Abu Dabi, Sir Bani Yas, Al Ruwais, Sharjah, Al Ain, Ras Al Khaimah, Fujairah |

### Destinos internacionales
| Ciudades por países       | Nombre del aeropuerto                                | Aerolíneas | Aeronaves     | Frecuencias semanales |        |
| África                    | África                                               | África | África        | África                | África |
| ------------------------- | ---------------------------------------------------- | --- | ------------- | --------------------- | ------ |
| Libia                     |                                                      | |               |                       |        |
| Bengasi                   | Aeropuerto Internacional de Benina                   | Berniq Airways |               |                       |        |
| Asia                      |                                                      | |               |                       |        |
| Arabia Saudita            |                                                      | |               |                       |        |
| Riad                      | Aeropuerto Internacional Rey Khalid                  | Flyadeal |               |                       |        |
| Jordania                  |                                                      | |               |                       |        |
| Amán                      | Aeropuerto Internacional de la Reina Alia            | Flydubai | B737          |                       |        |
| Líbano                    |                                                      | |               |                       |        |
| Beirut                    | Aeropuerto Internacional Rafic Hariri                | Flydubai | B737          |                       |        |
| Yemen                     |                                                      | |               |                       |        |
| Adén                      | Aeropuerto Internacional de Adén                     | Yemenia |               |                       |        |
| Europa                    |                                                      | |               |                       |        |
| Alemania                  |                                                      | |               |                       |        |
| Basilea/Mulhouse/Friburgo | Aeropuerto de Basilea-Mulhouse-Friburgo              | Holiday Europe (Chárter estacional)                                                                                              | A32x          |                       |        |
| Berlín                    | Aeropuerto de Berlín-Brandeburgo Willy Brandt        | Holiday Europe (Chárter estacional) TUIfly (Chárter estacional)                                                                  | A32x B737     |                       |        |
| Düsseldorf                | Aeropuerto Internacional de Düsseldorf               | TUIfly (Chárter estacional) | B737          |                       |        |
| Fráncfort                 | Aeropuerto de Fráncfort del Meno                     | TUIfly (Chárter estacional) | B737          |                       |        |
| Leipzig/Halle             | Aeropuerto de Leipzig/Halle                          | Holiday Europe (Chárter estacional)                                                                                              | A32x          |                       |        |
| Núremberg                 | Aeropuerto de Núremberg                              | Holiday Europe (Chárter estacional)                                                                                              | A32x          |                       |        |
| Bielorrusia               |                                                      | |               |                       |        |
| Minsk                     | Aeropuerto Internacional de Minsk                    | Belavia (Chárter estacional) |               |                       |        |
| Estonia                   |                                                      | |               |                       |        |
| Tallin                    | Aeropuerto de Tallin                                 | SmartLynx Airlines Estonia (Chárter estacional)                                                                                  | A320-200      |                       |        |
| Lituania                  |                                                      | |               |                       |        |
| Vilna                     | Aeropuerto Internacional de Vilna                    | GetJet Airlines (Chárter estacional)                                                                                             | A3xxceo       |                       |        |
| Rumania                   |                                                      | |               |                       |        |
| Bucarest                  | Aeropuerto Internacional de Bucarest-Henri Coandă    | Air Bucharest (Chárter estacional)                                                                                               | B737-300      |                       |        |
| Rusia                     |                                                      | |               |                       |        |
| Arcángel                  | Aeropuerto Internacional de Talagi                   | Pegas Fly (Chárter estacional)                                                                                                   |               |                       |        |
| Bélgorod                  | Aeropuerto Internacional de Bélgorod                 | RoyalFlight (Chárter estacional)                                                                                                 | B7x7          |                       |        |
| Ekaterimburgo             | Aeropuerto de Ekaterimburgo-Koltsovo                 | Pegas Fly (Chárter estacional)                                                                                                   |               |                       |        |
| Kaliningrado              | Aeropuerto de Kaliningrado-Jrabrovo                  | Azur Air (Chárter estacional) | B7x7          |                       |        |
| Kazán                     | Aeropuerto Internacional de Kazán                    | Azur Air (Chárter estacional) Pegas Fly (Chárter estacional) RoyalFlight (Chárter estacional) Ural Airlines (Chárter estacional) | B7x7 A3xx     |                       |        |
| Krasnodar                 | Aeropuerto Internacional de Krasnodar                | Azur Air (Chárter estacional) Pegas Fly (Chárter estacional) Ural Airlines (Chárter estacional)                                  | B7x7 A3xx     |                       |        |
| Mineralnye Vody           | Aeropuerto Internacional de Mineralnye Vody          | Azur Air (Chárter estacional) | B7x7          |                       |        |
| Moscú                     | Aeropuerto Internacional de Moscú-Domodédovo         | Ural Airlines (Chárter estacional)                                                                                               | A3xx          |                       |        |
| Moscú                     | Aeropuerto Internacional de Moscú-Sheremetyevo       | Aeroflot RoyalFlight (Chárter estacional)                                                                                        | B7x7          |                       |        |
| Moscú                     | Aeropuerto Internacional de Moscú-Vnukovo            | Azur Air (Chárter estacional) Pobeda (Estacional)                                                                                | B7x7 B737-800 |                       |        |
| Nizhnekamsk               | Aeropuerto Begishevo                                 | Azur Air (Chárter estacional) | B7x7          |                       |        |
| Nizhni Nóvgorod           | Aeropuerto Internacional de Nizhni Nóvgorod-Strigino | Azur Air (Chárter estacional) RoyalFlight (Chárter estacional)                                                                   | B7x7          |                       |        |
| Novosibirsk               | Aeropuerto Internacional de Novosibirsk-Tolmachevo   | Azur Air (Chárter estacional) | B7x7          |                       |        |
| Perm                      | Aeropuerto Internacional de Perm-Bolshoye Sávino     | Azur Air (Chárter estacional) | B7x7          |                       |        |
| Rostov del Don            | Aeropuerto Internacional de Platov                   | Azur Air (Chárter estacional) | B7x7          |                       |        |
| Samara                    | Aeropuerto Internacional de Samara-Kurúmoch          | Azur Air (Chárter estacional) Pegas Fly (Chárter estacional)                                                                     | B7x7          |                       |        |
| San Petersburgo           | Aeropuerto Internacional Púlkovo                     | Azur Air (Chárter estacional) RoyalFlight (Chárter estacional)                                                                   | B7x7          |                       |        |
| Saratov                   | Aeropuerto Internacional Saratov-Gagarin             | RoyalFlight (Chárter estacional)                                                                                                 | B7x7          |                       |        |
| Surgut                    | Aeropuerto Internacional de Surgut                   | RoyalFlight (Chárter estacional)                                                                                                 | B7x7          |                       |        |
| Syktyvkar                 | Aeropuerto Internacional de Syktyvkar                | RoyalFlight (Chárter estacional)                                                                                                 | B7x7          |                       |        |
| Tiumén                    | Aeropuerto Internacional de Tiumén-Roschino          | RoyalFlight (Chárter estacional)                                                                                                 | B7x7          |                       |        |
| Ufá                       | Aeropuerto Internacional de Ufá                      | Azur Air (Chárter estacional) Pegas Fly (Chárter estacional) RoyalFlight (Chárter estacional) Ural Airlines (Chárter estacional) | B7x7 A3xx     |                       |        |
| Volgogrado                | Aeropuerto Internacional de Volgogrado               | RoyalFlight (Chárter estacional)                                                                                                 | B7x7          |                       |        |
| Vorónezh                  | Aeropuerto de Vorónezh-Chertovitskoye                | Azur Air (Chárter estacional) | B7x7          |                       |        |

### Carga
| Aerolíneas               | Destinos |
| ------------------------ | --- |
| Cathay Pacific Cargo     | Ámsterdam, Hong Kong, Londres-Heathrow, Milán-Malpensa, París-Charles de Gaulle |
| China Airlines Cargo     | Ámsterdam, Bangkok-Suvarnabhumi, Fráncfort, Hanói, Ciudad de Luxemburgo, Praga, Taipéi-Taoyuan |
| Emirates SkyCargo        | Adís Abeba, Ahmedabad, Ámsterdam, Argel, Barcelona, Bogotá, Bombay, Bruselas-Zaventem, Cantón, Ciudad de México, Ciudad de Yibuti, Ciudad Ho Chi Minh, Chennai, Chicago, Daca, Dakar, Dammam, Delhi, El Cairo, Entebbe, Fráncfort, Hanói, Hong Kong, Houston-Intercontinental, Jartum, Johannesburgo-O.R. Tambo, Kabul, Lagos, Lieja, Lilongüe, Londres-Heathrow, Maastricht, Madrid, Miami, Milán-Malpensa, Nairobi, Nom Pen, Nueva York-JFK, Quito, Riad, Shanghái-Pudong, Sídney, Singapur, Taipéi-Taoyuan, Tokio-Narita, Uagadugú, Zaragoza |
| Ethiopian Airlines Cargo | Adís Abeba, Bruselas-Zaventem |
| Iran Air Cargo           | Teherán |
| Kalitta Air              | Ámsterdam, Hong Kong, Kandahar, Manama |
| Turkish Airlines Cargo   | Chennai, Estambul-Atatürk |

## Estadísticas
Ver fuente y consulta Wikidata.

## Estacionamiento
Dubai World Central (no únicamente el aeropuerto) tendrá un total de 100 000 plazas de estacionamiento para automóviles tanto para los empleados, residentes de Dubái, turistas y otros usos que se le puedan dar. Esto distinguiría a las instalaciones por tener la mayor capacidad de estacionamiento del mundo.

## Construcción
Diciembre de 2007
La construcción del Dubai World Central International Airport parece que se está llevando a cabo según lo planificado, habiéndose completado la primera pista.
Una pista habilitada para los Airbus A380 es construida en un periodo de 600 días y se someten a intensos test los siguientes seis u ocho meses, todo ello para cumplir los requisitos CAT III-C.
Mientras tanto, la construcción de la terminal de mercancías está completada en un 50 %. 
En la primera fase del proyecto, la terminal será capaz de mover 700 000 toneladas anuales. 
El 20 de junio de 2010 recibió su primer vuelo, un Boeing 777 de carga de Emirates con número de vuelo EK9883. Este fue el primero de los vuelos que regularmente llegarán al nuevo aeropuerto a partir del mes de julio de 2010.
Se espera que para el 2013 se convierta en la mayor instalación de este tipo. La previsión es que para el 2017 el proyecto esté totalmente operacional.